# تیم ملی واترپلوی مردان ایران

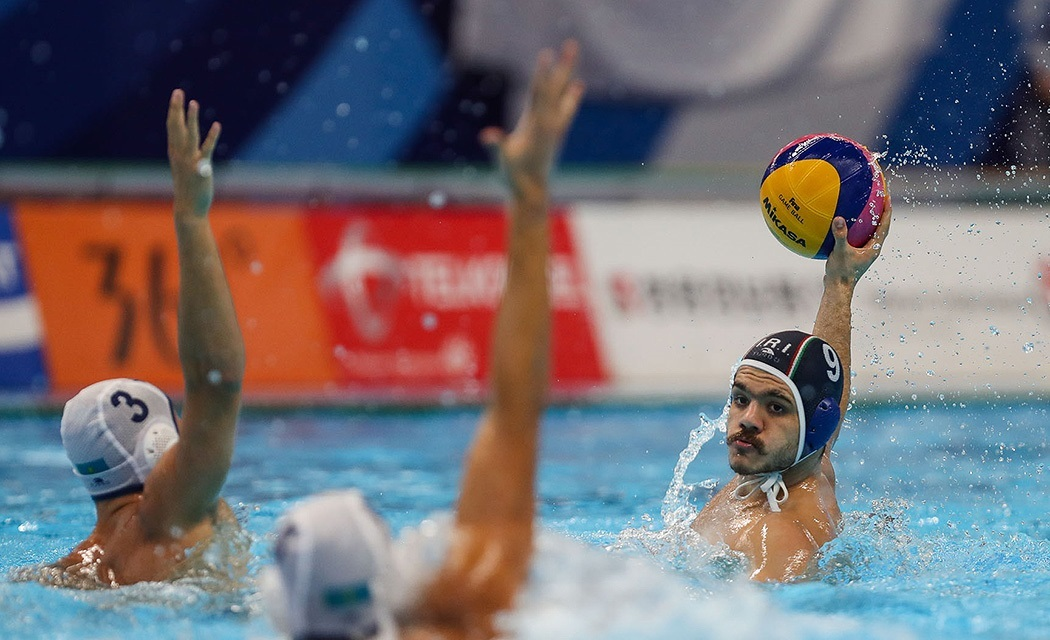
دیدار تیم ملی واترپلو ایران و قزاقستان در بازی‌های آسیایی ۲۰۱۸

تیم ملی واترپلو ایران نمایندهٔ رسمی ایران در مسابقات بین‌المللی واترپلو است که توسط فدراسیون شنا، شیرجه و واترپلو ایران اداره می‌شود. این تیم سابقه قهرمانی در بازی‌های آسیایی و رقابت‌های توسعه جهانی را در کارنامه دارد.
این تیم در رقابت‌های بازیهای آسیایی بعد از ۴۴ سال صاحب مدال شد اکنون الکساندر چیریچ صربستانی سرمربی این تیم است. وحید رضایی مربی ایرانی و ملی پوش سابق تیم ملی هم‌اکنون دستیار وی است. حامد ملک خانبانان کاپیتان این تیم پس از خداحافظی علی پیروزخواه است. در حال حاضر شایان قاسمی داریان دروازه‌بان ارزشمند این تیم در لیگ فرانسه حاضر می‌باشد . لیگ واترپولو ایران قدیمی‌ترین لیگ ایران بعد از فوتبال است در سال ۹۸ تیم‌های سایپا، دانشگاه آزاد، نفت امیدیه، رعد پدافند هوایی، پرسپولیس، نفت و گاز گچساران، استخر نوفلاح، پیشگامان کویر یزد در این رقابت‌ها حاضر هستند. سیروس طاهریان سرمربی پیشین تیم ملی از بزرگان این رشته در ایران به حساب می‌آید. این تیم استخر ۹ دی مجموعهٔ شیرودی را برای بازیهای خانگی خود انتخاب کرده که محل اردوها و تمرینات این تیم است. همواره استان‌های زنجان، گیلان، اصفهان، خوزستان و تهران بیشترین ملی‌پوشان را در تیم ملی داشته‌اند.

## تورنمنت‌ها

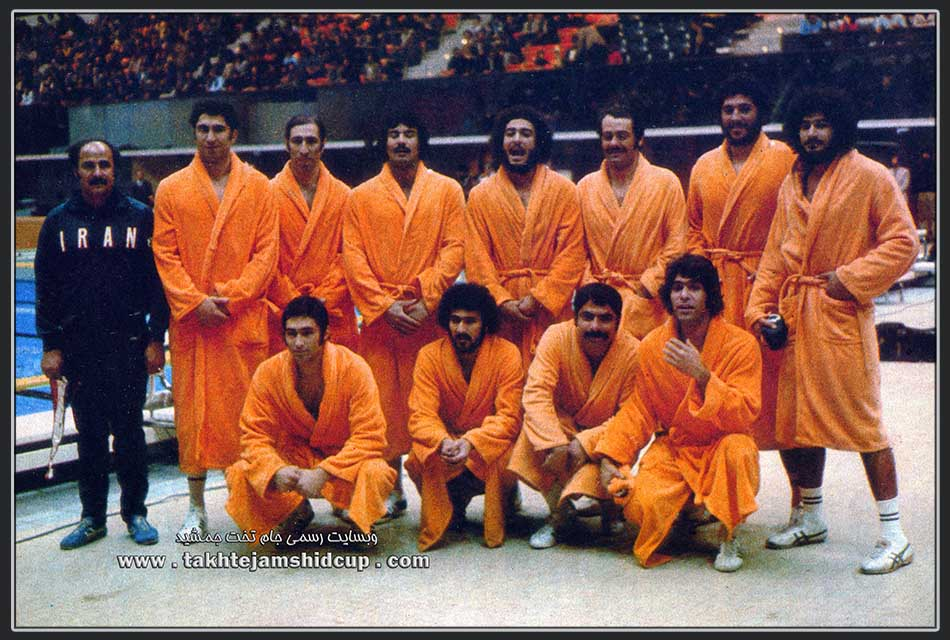
تیم ملی واترپلو ایران پیش از دیدار با مصر در سال ۱۹۷۳. این تیم سال بعد قهرمان آسیا شد.

### قهرمانی جهان
| سال   | رده       | بازی | برد | برابر | باخت |
| ----- | --------- | ---- | --- | ----- | ---- |
| ۱۹۷۳  | حاضر نبود | -    | -   | -     | -    |
| ۱۹۷۵  | پانزدهم   | ۸    | ۱   | ۰     | ۷    |
| ۱۹۷۸  | حاضر نبود | -    | -   | -     | -    |
| ۱۹۸۲  | حاضر نبود | -    | -   | -     | -    |
| ۱۹۸۶  | حاضر نبود | -    | -   | -     | -    |
| ۱۹۹۱  | حاضر نبود | -    | -   | -     | -    |
| ۱۹۹۴  | حاضر نبود | -    | -   | -     | -    |
| ۱۹۹۸  | پانزدهم   | ۴    | ۱   | ۰     | ۳    |
| ۲۰۰۱  | حاضر نبود | -    | -   | -     | -    |
| ۲۰۰۳  | حاضر نبود | -    | -   | -     | -    |
| ۲۰۰۵  | حاضر نبود | -    | -   | -     | -    |
| ۲۰۰۷  | حاضر نبود | -    | -   | -     | -    |
| ۲۰۰۹  | حاضر نبود | -    | -   | -     | -    |
| ۲۰۱۱  | حاضر نبود | -    | -   | -     | -    |
| ۲۰۱۳  | حاضر نبود | -    | -   | -     | -    |
| مجموع | ۲/۱۵      | ۱۲   | ۲   | ۰     | ۱۰   |

### بازی‌های آسیایی
| سال  | رده       | بازی | برد | برابر | باخت |
| ---- | --------- | ---- | --- | ----- | ---- |
| ۱۹۵۱ | حاضر نبود | -    | -   | -     | -    |
| ۱۹۵۴ | حاضر نبود | -    | -   | -     | -    |
| ۱۹۵۸ | حاضر نبود | -    | -   | -     | -    |
| ۱۹۶۲ | حاضر نبود | -    | -   | -     | -    |
| ۱۹۶۶ | حاضر نبود | -    | -   | -     | -    |
| ۱۹۷۰ | چهارم     |      |     |       |      |
| ۱۹۷۴ | قهرمان    | ۶    | ۴   | ۲     | ۰    |
| ۱۹۷۸ | حاضر نبود | -    | -   | -     | -    |
| ۱۹۸۲ | حاضر نبود | -    | -   | -     | -    |
| ۱۹۸۶ | چهارم     | ۵    | ۲   | ۱     | ۲    |
| ۱۹۹۰ | ششم       |      |     |       |      |
| ۱۹۹۴ | چهارم     | ۵    | ۲   | ۰     | ۳    |
| ۱۹۹۸ | پنجم      | ۷    | ۲   | ۰     | ۵    |
| ۲۰۰۲ | چهارم     | ۴    | ۱   | ۰     | ۳    |
| ۲۰۰۶ | چهارم     | ۶    | ۳   | ۱     | ۲    |
| ۲۰۱۰ | حاضر نبود | -    | -   | -     | -    |
| ۲۰۱۴ | حاضر نبود | -    | -   | -     | -    |
| ۲۰۱۸ | سوم       | ۶    | ۴   | ۰     | ۲    |

### جام آسیایی
| سال   | رده         | بازی | برد | برابر | باخت |
| ----- | ----------- | ---- | --- | ----- | ---- |
| ۲۰۱۰  | نایب قهرمان |      |     |       |      |
| ۲۰۱۲  | سوم         |      |     |       |      |
| ۲۰۱۳  | قهرمان      |      |     |       |      |
| مجموع | ۳/۳         |      |     |       |      |

### قهرمانی آسیا
| Year | NoT | Rank          | Pld           | W             | D             | L             |
| ---- | --- | ------------- | ------------- | ------------- | ------------- | ------------- |
| 1984 | ۷   | 3rd place     | ۵             | ۳             | ۱             | ۱             |
| 1988 | ۶   | did not enter | did not enter | did not enter | did not enter | did not enter |
| 1991 | ۱۰  | 5th place     |               |               |               |               |
| 1995 | ۱۳  | 3rd place     | ۴             | ۳             | ۰             | ۱             |
| 2000 | ۷   | did not enter | did not enter | did not enter | did not enter | did not enter |
| 2005 | ۸   | did not enter | did not enter | did not enter | did not enter | did not enter |
| 2009 | ۶   | did not enter | did not enter | did not enter | did not enter | did not enter |
| 2012 | ۴   | did not enter | did not enter | did not enter | did not enter | did not enter |
| 2012 | ۹   | did not enter | did not enter | did not enter | did not enter | did not enter |
| 2015 | ۵   | 4th place     | ۴             | ۱             | ۰             | ۳             |
| 2016 | ۸   | 4th place     | ۶             | ۳             | ۰             | ۳             |
| 2022 | ۱۰  | 4th place     | ۷             | ۵             | ۰             | ۲             |
| 2023 | ۸   | Runners-up    | ۶             | ۵             | ۰             | ۱             |
| 2025 | ۹   | 4th place     | ۷             | ۴             | ۰             | ۳             |

1. ۲۰۲۲ تایلند: ۹۶ زده ۴۶ خورده +۵۰
2. ۲۰۲۳ سنگاپور: ۹۶ زده ۴۵ خورده +۴۹
3. ۲۰۲۵ چین: ۱۳۶ زده ۶۴ خورده +۷۲

از اواسط سال ۲۰۲۴ میلادی ابعاد زمین کوچکتر و زمان مالکیت از ۳۰ به ۲۵ ثانیه کاهش یافت تا بازی ها سریع تر و جذاب تر و پرگل تر شود. بعد هر خطا زمان مالکیت به ۱۵ ثانیه می رسد. اخراج سخت ۲۰ ثانیه زمان اخراج دارد. در حدود ۲۰۰۵ تا ۲۰۱۵ در صورت تساوی ۳ دقیقه وقت اضافی بود ولی در حال حاضر پنج پنالتی برنده را تعیین می کند. ۲۰۲۳ ایران - قزاقستان وقت قانونی ۱۰ بر ۱۰ شد. ۲۰۲۵ دو بازی در وقت قانونی مساوی شد. در گذشته زمان بازی ۲۸ دقیقه و اکنون ۳۲ دقیقه است.

## واترپلوی ساحلی
واترپلوی ساحلی ایران تنها یک حضور رسمی در مسابقات در سال ۲۰۱۴ در بازی‌های آسیایی ساحلی داشت و به مدال نقره رسید.
1. ۲۰۱۴: ۴ برد و یک باخت - ۷۹ زده و ۴۸ خورده

## جوانان زیر ۲۰ سال

### قهرمانی جهان
از ۱۹۸۱ تا ۱۹۹۳ حضور نداشت. فقط در ۲۰۰۹ در رده سنی زیر ۱۸ سال برگزار شد. در سال ۱۹۹۵ در هشتمین دوره مسابقات جهانی جوانان برای اولین بار شرکت کرد. ۲۰۰۱ و ۲۰۰۵ با وجود اعلام اولیه شرکت نکرد البته در ۲۰۰۵ آرژانتین به ایران ویزا نداد. ۲۰۰۳ شرکت نکرد. ۲۰۱۳ شرکت نکرد. ۲۰۲۱ شرکت نکرد. در ۲۰۲۳ برای دهمین بار در ۲۲ امین دوره مسابقات شرکت کرد. در ۱۲ دوره شرکت نکرده‌است.
1. ۱۹۹۵ - بیست و یکم http://www.todor66.com/Water_Polo/World/Men_Junior_1995.html
2. ۱۹۹۷ - بیست و چهارم http://www.todor66.com/Water_Polo/World/Men_Junior_1997.html
3. ۱۹۹۹ - بیستم http://www.todor66.com/Water_Polo/World/Men_Junior_1999.html
4. ۲۰۰۷ - نوزدهم http://www.todor66.com/Water_Polo/World/Men_Junior_2007.html
5. ۲۰۰۹ - هجدهم (زیر ۱۸ سال) http://www.todor66.com/Water_Polo/World/Men_Junior_2009.html
6. ۲۰۱۱ - دهم http://www.todor66.com/Water_Polo/World/Men_Junior_2011.html
7. ۲۰۱۵ - هفدهم http://www.todor66.com/Water_Polo/World/Men_Junior_2015.html
8. ۲۰۱۷ - شانزدهم https://www.the-sports.org/water-polo-2017-men-s-world-junior-championships-epr77410.html
9. ۲۰۱۹ - نوزدهم http://www.todor66.com/Water_Polo/World/Men_Junior_2019.html
10. ۲۰۲۳ - پانزدهم https://www.the-sports.org/water-polo-2023-men-s-world-junior-championships-epr129505.html

#### نتایج
1. ۱۹۹۵–۵ باخت - فقط نتیجه شکست ۳۵–۱ به اسپانیا موجود است.
2. ۱۹۹۷–۹ باخت - ۱۷ زده ۱۲۷ خورده
3. ۱۹۹۹–۱ برد ۷ باخت - ۱۹ زده ۱۳۳ خورده
4. ۲۰۰۷–۲ برد ۶ باخت - ۳۹ زده ۱۰۵ خورده و گلهای بازی با کلمبیا محاسبه نشده چون نتیجه نامعلوم است ولی برد با ایران بود.
5. ۲۰۰۹–۱ برد ۵ باخت ۲۲ زده ۵۷ خورده (زیر ۱۸ سال)
6. ۲۰۱۱–۲ برد ۱ مساوی ۴ باخت ۴۹ زده ۸۸ خورده
7. ۲۰۱۵–۱ برد ۴ باخت ۵۲ زده ۷۸ خورده
8. ۲۰۱۷–۲ برد ۵ باخت ۴۲ زده و ۹۸ خورده
9. ۲۰۱۹–۲ برد ۵ باخت ۵۶ زده ۹۳ خورده
10. ۲۰۲۳–۳ برد ۱ مساوی ۲ باخت ۶۲ زده ۷۴ خورده

از ۱۹۹۵ تا ۲۰۲۳ در مجموع ۱۴ برد و ۲ مساوی و ۵۲ باخت
از ۱۹۹۷ تا ۲۰۲۳ بدون محاسبه بازی با کلمبیا در ۲۰۰۷: ۳۵۸ گل زده و ۸۵۳ گل خورده
نتایج ۲۰۲۳:
1. ایران ۱۵–۱۳ آرژانتین
2. ایران ۳–۱۷ استرالیا
3. ایران ۱۲–۶ پرو
4. ایران ۹–۱۷ برزیل
5. ایران ۱۲–۱۲ آفریقای جنوبی (برد ۴–۳ در پنالتی) در مجموع ۱۶–۱۵ برد ایران
6. ایران ۱۱–۹ آرژانتین

اسامی بازیکنان حاضر در تیم واترپلو جوانان (زیر ۲۰ سال) :
عرفان صدرنیا
اشکان ایرانپور
فربد بهزاد صبوری
علیرضا مهری
مرصاد ادهم
آرمان شمس
محمدرضا قنبری
امیرعطا خزایی
ایمان کرم پور
علی شعبانیان
آرین محمدی
متین پریسای
سهیل پرگاری
علی ابوالقاسمی
شایان رضوانی
امیرحسام محمدی

## جوانان زیر ۱۸ سال

### قهرمانی جهان
مسابقات جهانی از سال ۲۰۱۲ شروع شده است. مسابقات جهانی جوانان یک بار در سال ۲۰۰۹ در رده سنی زیر ۱۸ سال برگزار شد که ایران هجدهم شد. در دو دوره اول مسابقات شرکت کرد ولی در ۲۰۱۶ و ۲۰۱۸ و ۲۰۲۲ حضور نداشت.
1. ۲۰۱۲ - دوازدهم https://www.the-sports.org/water-polo-2012-men-s-world-youth-championships-epr33654.html
2. ۲۰۱۴ - هفدهم https://www.the-sports.org/water-polo-2014-men-s-world-youth-championships-epr53757.html

#### نتایج
1. ۲۰۱۲ - ۲ برد ۵ باخت ۶۵ زده ۹۷ خورده
2. ۲۰۱۴ - ۲ برد ۵ باخت ۵۱ زده ۸۵ خورده

از ۲۰۱۲ تا ۲۰۱۴ در مجموع ۴ برد و ۱۰ باخت - ۱۱۶ گل زده و ۱۸۲ گل خورده

### قهرمانی آسیا

#### ۲۰۲۴
یازدهمین دوره رده های سنی آسیا زیر ۱۸ سال - فیلیپین 
با ۴ برد و یک مساوی و یک باخت با ۱۱۶ گل زده و ۴۲ گل خورده و تفاضل +۷۴ در نهایت بین ده تیم به مقام دوم رسید.
1. ایران ۳۴ - ۳ مالزی
2. ایران ۳۴ - ۰ سری لانکا
3. ایران ۹ - ۹ قزاقستان (برد ۳ - ۱ ایران در ضربات پنالتی)
4. ایران ۱۹ - ۸ سنگاپور
5. ایران ۷ - ۵ چین
6. ایران ۱۳ - ۱۷ ژاپن

## جوانان زیر ۱۶ سال

### قهرمانی جهان
اولین دوره مسابقات جهانی سال ۲۰۲۲ برگزار شد و ایران شرکت نکرد.

### قهرمانی آسیا
تا سال ۲۰۲۳ برگزار نشده‌است.

## تیم ملی واترپلوی زنان
به دلیل قوانین داخلی تا کنون تیم ملی در هیچ رده سنی دختران و زنان تشکیل نشده‌است. این در حالی است که امکان تهیه و تصویب پوششی قابل قبول وجود دارد. اولین دوره مسابقات واترپلوی زنان در سال ۸۴ برگزار شد. اما به شکل قهرمانی کشور یعنی تیم‌ها در طول سال تمرین می‌کردند و یک‌بار در سال و آن هم به شکل متمرکز در یک شهر مسابقات قهرمانی کشور را برگزار می‌کردند. این روند تا ۸۹ ادامه داشت اما به‌خاطر وجود برخی مشکلات در دوران ریاست آیت‌اللهی مسابقات قهرمانی کشور از سال ۹۰ تا ۹۲ تعطیل شد. اگرچه در همین مدت تمرینات ورزشکاران این رشته ادامه داشت اما آنها از فضایی که فدراسیون وقت ساخته بود،به شدت گلایه‌مند بودند. تا اینکه محسن رضوانی در زمان سرپرستی‌اش در فدراسیون،  لیگ این رشته را استارت زد. اولین رقابت رسمی واترپلوی زنان در دنیا سال ۱۹۷۹ میلادی و در آسیا در رده بزرگسالان در سال ۲۰۰۹ میلادی بود. در رده سنی جوانان چند دوره مسابقه از سال ۲۰۰۰ به بعد در رده دختران در آسیا برگزار شد.

## واترپلوی نوجوانان و جوانان آسیا
منابع:

### در مسابقات رده‌های سنی هم‌زمان با شنا و شیرجه (زیر ۱۸ و زیر ۱۷ سال)
1. ۲۰۰۱ هنگ کنگ: زیر ۲۰ سال - ایران شرکت نداشت.
2. ۲۰۰۲ چین: زیر ۱۸ سال - ایران بین ۶ تیم ۲ ام شد.
3. ۲۰۰۳ ماکائو: زیر ۱۸ سال - ایران بین ۷ تیم ۲ ام شد.
4. ۲۰۰۵ تایلند: زیر ۱۸ سال - ایران بین ۱۱ تیم ۱ ام شد.
5. ۲۰۰۷ اندونزی: زیر ۱۸ سال - ایران بین ۹ تیم ۱ ام شد.
6. ۲۰۰۹ ژاپن: زیر ۱۸ سال - ایران شرکت نداشت.
7. ۲۰۱۱ اندونزی: زیر ۱۷ سال - ایران اول شد.[۱۵]
8. ۲۰۱۵ تایلند: زیر ۱۷ سال - ایران سوم شد.[۱۶]
9. ۲۰۱۷ ازبکستان: زیر ۱۷ سال - ایران شرکت نداشت.
10. ۲۰۱۹ هند: زیر ۱۷ سال - ایران سوم شد.[۱۷]
11. ۲۰۲۴ فیلیپین: زیر ۱۷ سال - ایران دوم شد.[۱۸]

از مجموع ۱۱ دوره ایران در ۸ دوره شرکت کرده و موفق به کسب ۸ مدال (۳ طلا و ۳ نقره و ۲ برنز) شده است.

### Asian Youth Water polo Championship
1. 1st Asian Youth Water polo Championship - Tehran 2009 [۱۹] بین ۵ تیم اول شد.
2. 2nd Asian Youth Water Polo Championship-Indonesia 2010- Results [۲۰] بین ۸ تیم اول شد.[۲۱]
3. 3rd Asian Youth Water Polo Championship 2013 – Singapore [۲۲] بین ۱۰ تیم دوم شد.

### Asian Junior Water Polo Championship (زیر ۱۹ سال و زیر ۲۰ سال)
1. اولین دوره
2. 2012 2nd Asian Junior Water Polo Championship, Kazakhstan [۲۳] شرکت نکرد.
3. سومین دوره
4. 2014 4th Asian Junior Water Polo Championship – Indonesia [۲۴] بین ۶ تیم دوم شد.
5. 2016 5th Asian Junior Water Polo Championship(19 years&under;) ایران سوم شد.
6. ۲۰۱۸ ششمین دوره در ازبکستان - ایران بین ۶ تیم سوم شد.
7. ۲۰۲۵ هفتمین دوره سنگاپور زیر ۲۰ سال - گروه اول ایران چین مالزی سری لانکا گروه دوم ازبکستان قزاقستان سنگاپور تایوان

## نتایج کامل
- https://web.archive.org/web/20181004140805/http://asiaswimmingfederation.org/home.php
- https://web.archive.org/web/20180911090823/http://asiaswimmingfederation.org/competitions.php?discipline=2
- https://web.archive.org/web/20241204210442/http://ocasia.mobi/Result.html
- https://web.archive.org/web/20210511152936/https://asiaswimmingfederation.com/results/

## نتایج رده های سنی
- https://web.archive.org/web/20160420061956/http://asiaswimmingfederation.org/assets/uploads/images/9b18e23fc93212ac64e2cfd34e9ee6eb.pdf
- https://web.archive.org/web/20160419180544/http://asiaswimmingfederation.org/assets/uploads/images/264aeda2e9ea36e533171680fc23d9ea.pdf
- https://web.archive.org/web/20160327025822/http://asiaswimmingfederation.org/assets/uploads/images/4ed1bccd63df38070da9cadb2746ed05.pdf
- https://web.archive.org/web/20160412074254/http://asiaswimmingfederation.org/assets/uploads/images/6bc9cb019ad07cbb76ad4f8d245ec783.pdf
- https://web.archive.org/web/20160327033127/http://asiaswimmingfederation.org/assets/uploads/images/7462fe1f9a50d0da84cd13185c42dc86.pdf
- https://web.archive.org/web/20160814023639/http://asiaswimmingfederation.org/assets/uploads/images/9e81d13950c0eee918e3c05f71b300cf.pdf
- https://web.archive.org/web/20160419180548/http://asiaswimmingfederation.org/assets/uploads/images/a2c81eee0ee8e417b32686cbd6d0ebfb.pdf
- https://web.archive.org/web/20160411182248/http://asiaswimmingfederation.org/assets/uploads/images/8de59f0777e5ef61508901783fddb2b7.pdf
- https://web.archive.org/web/20160411203300/http://asiaswimmingfederation.org/assets/uploads/images/8870394093a9047a7ce7c19d2a9ced2f.pdf